# Iglesia católica etiópica

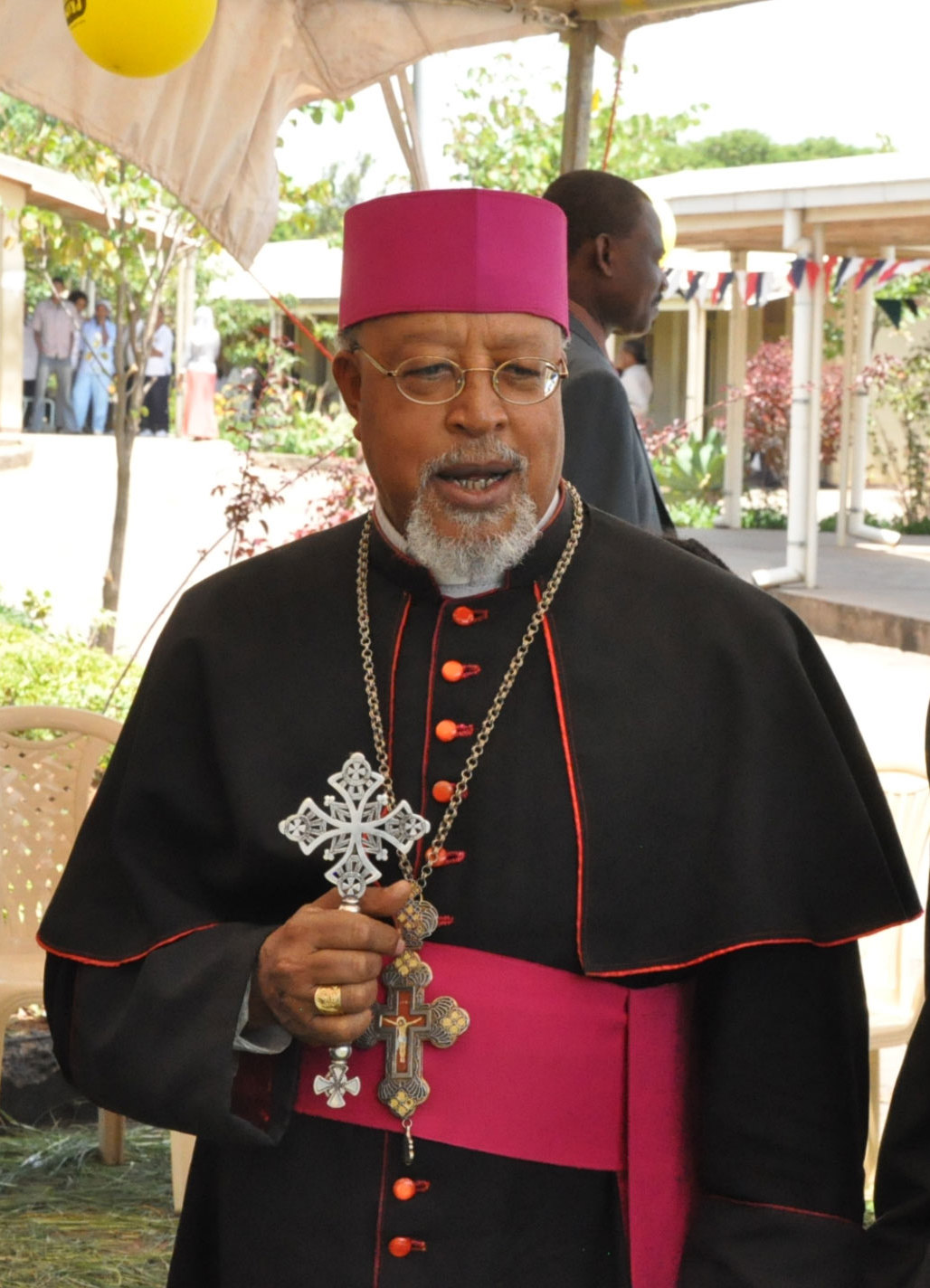
Berhaneyesus Souraphiel, arzobispo metropolitano de Adís Abeba.

La Iglesia católica etiópica o Iglesia católica etíope (en amárico: የኢትዮጵያ ካቶሊክ ቤተ ክርስቲያን, romanizado: Ye’ītiyop’iya katolīki bēte kirisitīyani; en latín: Ecclesia Catholica Aethiopica, y en el Anuario Pontificio, en italiano: Chiesa Etiopica) es una de las veinticuatro Iglesias sui iuris que conforman la Iglesia católica. Se trata de una Iglesia católica oriental que sigue la tradición litúrgica alejandrina, usando como lengua litúrgica el ge'ez y el amárico. Está organizada como Iglesia metropolitana sui iuris de acuerdo a la forma prescripta por el título VI del Código de los Cánones de las Iglesias Orientales (CCEO), bajo supervisión del Dicasterio para las Iglesias Orientales, y es presidida por el archieparca metropolitano de Adís Abeba, en Etiopía.

## Particularidades

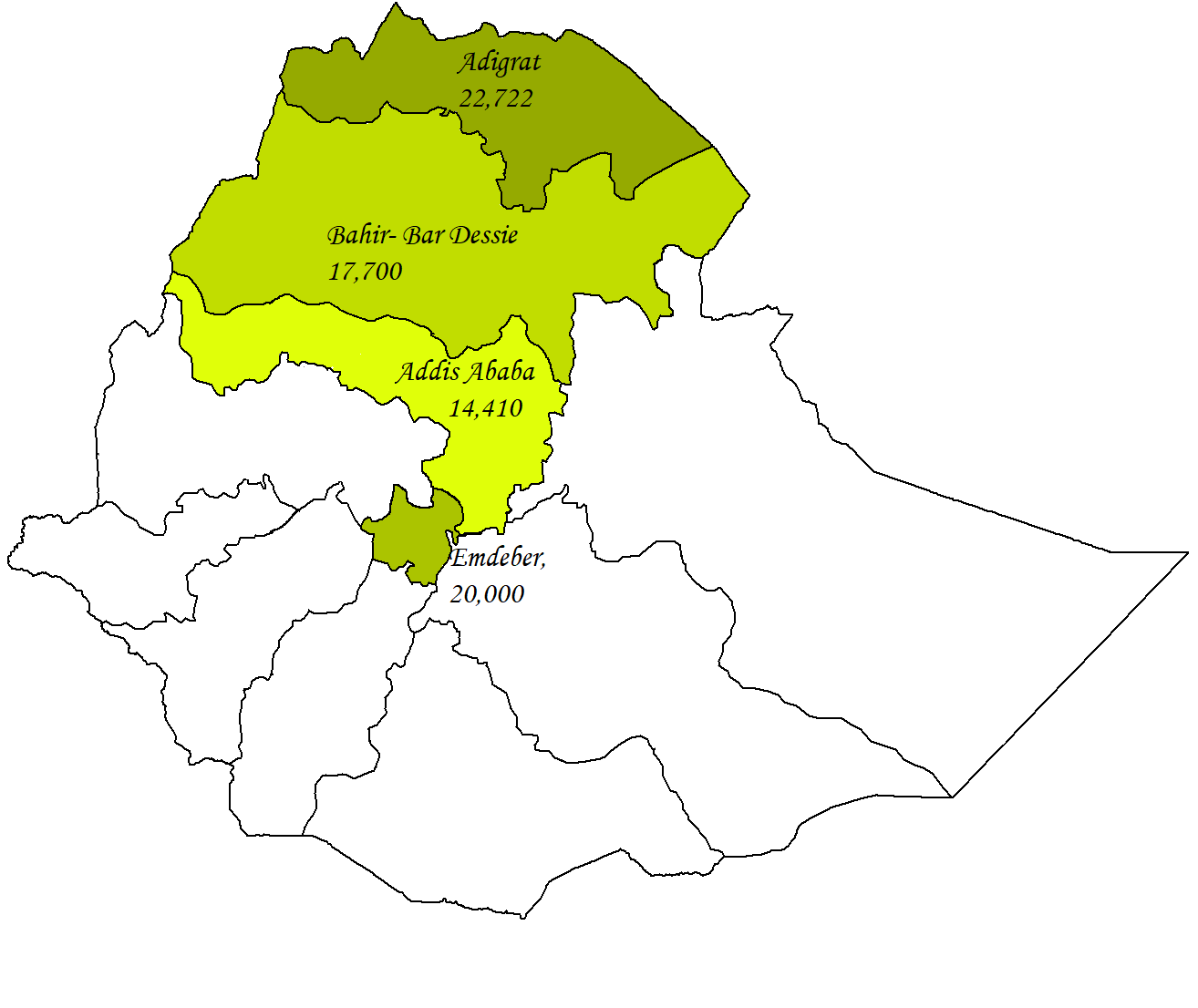
Mapa de Etiopía con el territorio propio de la Iglesia católica etiópica (en verde).

A diferencia de lo que ocurre con otras Iglesias orientales católicas cuya jurisdicción es personal, solo sobre sus fieles, en Etiopía todas las jurisdicciones son territoriales. En el territorio propio de la Iglesia etiópica —en el norte de Etiopía— se usa el rito etiópico y celebran en rito latino las comunidades extranjeras de Adís Abeba en la parroquia de San Salvador (en italiano e inglés) y en la capilla de la escuela Nazereth (en francés). En el resto del país hay 8 vicariatos apostólicos y una prefectura apostólica de la Iglesia latina.
El territorio propio comprende la ciudad de Adís Abeba; la región de Tigray; la zona Metekel de la región Benishangul-Gumaz; las zonas 1, 2, 4 y 5 de la región de Afar; las zonas de Shewa Septentrional, Agew Awi, Goyam Occidental, Goyam Oriental, Gondar Meridional, Gondar Septentrional, Wag Hemra, Wollo Septentrional, Wollo Meridional, Oromia, y el woreda especial de Argobba en la región de Amhara; las zonas de Shewa Occidental (parte), Shewa Oriental (parte) y el woreda de Waliso en la zona de Shewa Sudoccidental de la región de Oromía; y la zona Gurage en la región Naciones, Nacionalidades y Pueblos del Sur.
Esta Iglesia, anteriormente también conocida como Iglesia uniata abisinia, es la contraparte católica de la Iglesia ortodoxa no calcedoniana Tewahedo etíope.
Desde el 19 de enero de 2015 el metropolitanato sui iuris dejó de tener jurisdicción en Eritrea al ser creada por el papa Francisco la Iglesia católica eritrea.
Los obispos del metropolitanato sui iuris integran el Consejo de Jerarcas de la Iglesia Etiópica (Consilium Ecclesiae Aethiopicae) y la Conferencia Episcopal de Etiopía y Eritrea.

## Historia

### Cristianización de Etiopía
La cristianización de Etiopía comenzó en el siglo IV con la conversión del rey Ezana de Axum por los sirios Frumencio y Aedesios. Alrededor de 341 Frumencio fue consagrado como primer obispo de Etiopía por el arzobispo Atanasio de Alejandría, quien al formar parte de la Iglesia todavía indivisa estaba en comunión con el papa de Roma, y los patriarcas orientales. Sus sucesores siguieron siendo enviados desde Egipto por el patriarca de Alejandría.
Luego del Concilio de Calcedonia de 451, el cisma miafisista fue iniciado en su oposición por el patriarca de Alejandría Timoteo Eluro en el 457, quien excomulgó a los patriarcas ortodoxos, entre ellos el de Roma. A este patriarca lo sucedieron patriarcas ortodoxos y miafisistas, hasta que en 535 el patriarcado se dividió y la Iglesia ortodoxa copta, en cuya obediencia se hallaba la Iglesia de Etiopía, se constituyó definitivamente. El obispo de Etiopía (o abune) continuó siendo designado y enviado desde Egipto por el patriarca a requerimiento del gobernante de Etiopía, aunque con poderes muy limitados.

### Patriarcado latino de Etiopía
La Iglesia de Etiopía quedó en completa separación con la Iglesia católica hasta que en el siglo XIV empezaron los esfuerzos misionales católicos en el país. El 28 de agosto de 1439 el papa Eugenio IV envió un mensaje en busca del restablecimiento de la unidad al emperador etíope Zara Yaqob, logrando que algunos monjes etíopes estuvieran presentes en el Concilio de Florencia.
Los portugueses al final del siglo XV establecieron contactos directos entre la Iglesia católica y la Iglesia de Etiopía. En 1520 João Bermudes participó de una embajada portuguesa a Etiopía, pero quedó retenido cuando la embajada partió en 1526. Desde 1531 Etiopía sufrió el ataque islámico del Sultanato de Adel apoyado por fuerzas turcas, por lo que —de acuerdo a la versión de Bermudes— en 1536 el emperador Lebna Dengel lo envió a Portugal con un pedido de ayuda al rey y una promesa de obediencia al papa por parte de la Iglesia etíope, junto con una solicitud de envío de un patriarca latino. Según su versión, el obispo copto de Etiopía, abune Marcos, lo habría consagrado patriarca de Etiopía antes de fallecer. Bermudes regresó a Etiopía en 1539 afirmando haber sido investido por el papa como patriarca de Alejandría. Fue reconocido como patriarca de Etiopía y de Alejandría por el emperador Lebna Dengel hasta su muerte en septiembre de 1540. Su sucesor Gelawdewos (o Claudio), rehusó reconocerlo y en 1546 consultó al rey Juan III de Portugal respecto de João Bermudes. El rey respondió que no sabía si tenía en verdad nombramiento papal, por lo que Gelawdewos lo confinó en un exilio interno en Etiopía.
El 7 de febrero de 1555 llegó a Etiopía un grupo de misioneros jesuitas, pero el emperador los recibió con apatía. A requerimiento portugués, el papa designó en 1555 al jesuita João Nunes Barreto con el título de patriarca de Etiopía, y lo envió con dos obispos coadjutores y 8 misioneros jesuitas.
Reducida la amenaza islámica, la situación se volvió desfavorable por los misioneros católicos en Etiopía, por lo que Barreto llegó a Goa en 1556 y no viajó a Etiopía a causa de que el emperador Gelawdewos se negó a recibir un patriarca latino. El patriarca envió en 1557 a uno de sus obispos coadjutores, Andrés de Oviedo, con 6 misioneros, pero no lograron que el emperador se convirtiera al catolicismo. En 1559 el nuevo emperador Menas le prohibió predicar y confinó a los misioneros. En 1562 falleció el patriarca Barreto y Oviedo lo sucedió automáticamente, continuando confinado en la aldea de Fremona hasta que en 1563 el nuevo emperador Sarsa Dengel lo dejó en libertad, falleciendo en 1577. Su coadjutor, Melchor Carneiro, recibió automáticamente el título de patriarca, pero no viajó a Etiopía y renunció en 1581.
La misión católica siguió establecida en Fremona, a dónde llegó el jesuita español Pedro Páez en 1603. Fue llamado a la corte y logró convertir al catolicismo al emperador Za Dengel en 1603, quien comenzó a realizar cambios en la Iglesia etíope, pero a pesar de la ayuda portuguesa Za Dengel fue derrotado y muerto a causa de una rebelión el 24 de octubre de 1604. En 1607 asumió como emperador Susenyos I, quien fue convertido por Pedro Páez, y en 1622 declaró al catolicismo la religión del estado. En 1623 el papa Gregorio XV designó al jesuita portugués Afonso Mendes como patriarca de Etiopía, quien llegó al país en 1624 y el 11 de diciembre de 1624 hizo públicamente que la Iglesia de Etiopía adjurara de la herejía de Eutiques y del cisma de Dióscoro I de Alejandría, proclamando formalmente la obediencia al papa de la Iglesia etíope. Con la ayuda de Susenyos Mendes intentó latinizar la Iglesia etíope, generando un malestar en parte la población, pero logrando convertir a miles de etíopes. En 1632 Susenyos prohibió la conversión forzosa al catolicismo y luego abdicó. Su sucesor, Fasilides, restauró inmediatamente la Iglesia etíope, confinó a los jesuitas en Fremona, y pidió un obispo al patriarca copto de Alejandría. En 1636 expulsó a Mendes de Etiopía, siendo expulsados o asesinados los misioneros remanentes, y en 1665 ordenó la quema de los libros católicos remanentes. En los siguientes dos siglos Etiopía fue completamente cerrada a las actividades misionales católicas.

### Instauración de la Iglesia católica etiópica
En 1702 tres franciscanos ingresaron a Etiopía y fueron asesinados. En 1839 los lazaristas y capuchinos reasumieron la actividad misionera católica en Etiopía, aunque con ciertas limitaciones debido a la fuerte oposición pública. En 1839 arribó a la región Giustino de Jacobis, un lazarista italiano que prefirió usar en la liturgia el rito alejandrino en la forma local en lengua ge'ez y no el rito romano en latín. Giustino de Jacobis había recibido el mandato de establecer una misión en Abisinia el 24 de mayo de 1839. Un número considerable de clérigos y laicos, fueron atraídos por su santidad y sus enseñanzas, entrando en comunión con la Iglesia católica, dando inicio a una comunidad católica de rito alejandrino bajo la guía del vicariato apostólico de Abisinia, que desde su sede en Keren continuó las operaciones de san Giustino de Jacobis, muerto en 1860 en el camino a Halai (Eritrea), donde esperaba poder restaurar su salud.
En vista de su continuo crecimiento, un ordinariato para los fieles de rito etiópico de Eritrea (Ordinarius pro catholicis indigenis Erythraeae aethiopici ritus), confiado a un obispo eritreo, fue establecido. Eritrea, una posesión de Italia desde 1894, ya tenía una jurisdicción eclesiástica separada, encabezada por un obispo titular italiano para los católicos latinos principalmente italianos.
El rito latino se estableció en el sur de Etiopía en áreas que no habían sido cristianizadas y que fueron incorporadas al país al final del siglo XIX. La ocupación italiana de Etiopía en 1936 dio lugar a la aparición de gran número de jurisdicciones de rito latino, pero la expulsión de los misioneros extranjeros al final de la Segunda Guerra Mundial significó que los clérigos de rito etíope tomaran responsabilidades en grandes áreas del país.
Por consiguiente, en 1951 fue establecido el exarcado apostólico de Adís Abeba y el ordinariato para Eritrea fue elevado al rango de exarcado apostólico. Diez años después, el 9 de abril de 1961, una metrópolis etíope fue establecida, con Adís Abeba como sede metropolitana y Asmara (en Eritrea) y Adigrat (en Etiopía) como eparquías sufragáneas.
En 1995 dos nuevas eparquías, Barentu y Keren, fueron establecidas en Eritrea y el vicariato apostólico latino fue abolido. Eritrea se volvió el único país donde todos los católicos, cualquiera sea su rito litúrgico personal, quedaron bajo una jurisdicción de rito oriental. En 2003 una nueva eparquía fue creada en Emdeber en Etiopía.

## Circunscripciones eclesiásticas
De acuerdo al Anuario Pontificio 2018 dentro del territorio del metropolitanato sui iuris de Adís Abeba a fines de 2017 existían las siguientes circunscripciones eclesiásticas etiópicas:
| Circunscripción | Tipo                        | País/países | Provincia eclesiástica | Ciudad sede | Fieles bautizados (2017) | Obispos | Parroquias | Sacerdotes seculares | Sacerdotes religiosos | Religiosos | Religiosas | Diáconos permanentes | Seminaristas |
| --------------- | --------------------------- | ----------- | ---------------------- | ----------- | ------------------------ | ------- | ---------- | -------------------- | --------------------- | ---------- | ---------- | -------------------- | ------------ |
| Adís Abeba      | Archieparquía metropolitana | Etiopía     | Adís Abeba             | Adís Abeba  | 10 410                   | 1       | 14         | 14                   | 65                    | 125        | 247        | 0                    | 4            |
| Adigrat         | Eparquía sufragánea         | Etiopía     | Adís Abeba             | Adigrat     | 22 722                   | 1       | 35         | 76                   | 24                    | 86         | 55         | 0                    | 5            |
| Emdeber         | Eparquía sufragánea         | Etiopía     | Adís Abeba             | Emdeber     | 20 000                   | 1       | 23         | 15                   | 11                    | 11         | 30         | 0                    | 9            |
| Bahir Dar-Dese  | Eparquía sufragánea         | Etiopía     | Adís Abeba             | Bahir Dar   | 17 700                   | 1       | 24         | 3                    | 21                    | 25         | 43         | 0                    | 0            |
| TOTAL           | -                           | -           | -                      | -           | 70 832                   | 4       | 96         | 108                  | 121                   | 247        | 375        | 0                    | 18           |

- Archieparquía metropolitana de Adís Abeba (Neanthopolitanus). Fue creada el 20 de febrero de 1961 con el exarcado apostólico de Adís Abeba mediante la bula Quod Venerabiles del papa Juan XXIII. Comprende la ciudad de Adís Abeba, la zona de Shewa Septentrional en la región Amhara, y en la región de Oromía las zonas de Shewa Occidental (parte), Shewa Oriental (parte) y Shewa Septentrional.[13] Su catedral en Adís Abeba se denomina Natividad de la Santísima Virgen María. Tiene 14 parroquias. Tiene como sufragáneas a las eparquías de:
  - Eparquía de Adigrat (Adigratensis). Fue creada el 20 de febrero de 1961 con la bula Quod venerabiles del papa Juan XXIII con la prefectura apostólica de Tigray (entonces comisariatos civiles de Aduae, Matcallé, Adigrat, Abbi Addi y Alomatá). Comprende la región de Tigray (antes llamada Región 1) y la zona 2 (la más septentrional) de la región de Afar. Su catedral en Adigrat se denomina San Salvador. Tiene 36 parroquias.
  - Eparquía de Emdeber (Emdeberensis). Fue creada el 25 de noviembre de 2003 con la bula Ad universae incrementum del papa Juan Pablo II, separando territorio de la archieparquía de Adís Abeba. Comprende la zona de Gurage en la región Naciones, Nacionalidades y Pueblos del Sur y el woreda de Waliso, en la zona de Shewa Sudoccidental en la región de Oromía. Su catedral en Emdeber se denomina San Antonio. Tiene 24 parroquias.
  - Eparquía de Bahir Dar-Dese (Bahirdardessiensis). Fue creada el 19 de enero de 2015 con la bula Quae maiori del papa Francisco, separando territorio de la archieparquía de Adís Abeba. Comprende catorce zonas administrativas en las regiones de Benishangul-Gumaz (Metekel); Amhara (Agew Awi, Goyam Occidental, Goyam Oriental, Gondar Meridional, Gondar Septentrional, Wag Hemra, Wollo Septentrional, Wollo Meridional, Oromia, y la zona especial de Bahir Dar); y Afar (zonas 1, 4, 5 y el woreda especial de Argobba). Su catedral en Bahir Dar se denomina de Dios Padre (Egziabher Ab). Tiene 24 parroquias.

## Diáspora
En Suecia existe en la diócesis católica de Estocolmo la misión de rito ge'ez eritreo y etiópico dentro del vicariato para las Iglesias orientales católicas (Vikariatet för de orientalisk-katolska kyrkorna), con comunidades viviendo en Estocolmo, Gotemburgo y Lund. La misión tiene un rector basado en Bromma y una asociación juvenil (Gheez-rit katolska ungdomsförening) en Estocolmo.

## Arzobispos metropolitanos
Arzobispos metropolitanos de Adís Abeba, primados de la Iglesia católica etiópica:
- Hailé Mariam Cahsai (1951-1961)
- Asrate Mariam Yemmeru (1961-1977)
- Paulos Tzadua (1977-1998)
- Berhaneyesus Demerew Souraphiel, desde 1999